# أليكس إلي
أليكس إلي (بالإنجليزية: Alex Ely) هو لاعب كرة قدم أمريكي في مركز الوسط، ولد في 9 فبراير 1938 في موجي داس كروزيز في البرازيل. شارك مع منتخب الولايات المتحدة لكرة القدم. أما مع النوادي، فقد لعب مع تورونتو سيتي ونادي سانتوس.